# Keszthely
Keszthely là một thành phố thuộc hạt Zala, Hungary. Thành phố này có diện tích 75,98 km², dân số năm 2010 là 21053 người, mật độ 277 người/km².